# Naissance en 1076
Naissance
- 1072
- 1073
- 1074
- 1075
- 1076
- 1077
- 1078
- 1079
- 1080

Cette page dresse une liste de personnalités nées au cours de l'année 1076 :
- 4 janvier : Song Zhezong, né Zhao Yong, puis Zhao Xu, septième empereur de la dynastie Song.
- 10 mai : Princesse Yasuko, impératrice du Japon, belle-mère de l'empereur Horikawa.
- 1er juin : Mstislav Ier Harald, Grand-prince de la Rus' de Kiev.

- Abu Bakr Ibn al-Arabi : juge en Andalousie : grand cadi de Séville, appliquant la jurisprudence malikite et la théologie ash'arite.
- Fujiwara no Sadazane, calligraphe japonais de l'époque de Heian.
- Gilbert de la Porrée, théologien scolastique et philosophe français, nommé évêque de Poitiers.
- Hualani (en), roi de Molokai (Hawaii).

## Crédit d'auteurs
- Cet article est partiellement ou en totalité issu de l'article intitulé « 1076 » (voir la liste des auteurs).